# Тагеев, Борис Леонидович
Борис Леонидович Тагеев (писательский псевдоним Рустам-Бек; 13 октября 1871, Санкт-Петербург — 4 января 1938) — русский военный журналист и писатель, корнет Пограничной стражи, востоковед, путешественник.

## Биография
Родился в 1871 году в Санкт-Петербурге в семье учителя. Его дед Бакир ибн Мухаммед Тахки родился в Персии от одной из многочисленных жён шаха. Он был привезен в Петербург, окрещён по православному обряду и получил фамилию Тагеев.
Борис Тагеев получил домашнее образование и поступил на военную службу вольноопределяющимся в 1-й Туркестанский линейный батальон, где в 1892 году имел чин прапорщика. В 1892—1895 годах был участником памирских походов отряда Ионова. В 1901 году был уволен со службы в звании поручика.
Во время службы прекрасно изучил быт, нравы, обычаи и культуру местного населения. Владел персидским языком, самостоятельно выучил сартовский (узбекский) язык. К весне 1904 года он написал семь книг о Средней Азии и Афганистане. Продолжал писать, работая в редакциях «Военного Альманаха» и «Альманаха Армии и Флота».
В 1904 году был прикомандирован к штабу Верховного Главнокомандующего действующей армии на Дальнем Востоке. 1 июня 1904 года участвовал в бое под Вафангоу под командованием генерала Самсонова. Вскоре генерал-адмирал Алексеев направил Тагеева в Порт-Артур, где он выполнял обязанности офицера связи. 8 июня Борис Леонидович покинул крепость с задачей вывезти секретные документы, но после выхода в море его китайская джонка была захвачена японцами, и Тагеев с двумя спутниками попал в плен. Содержался в лагере Мацуями. Летом 1905 года лагерь посетил народник Судзиловский и познакомился с Тагеевым.
После освобождения он прибыл во Владивосток, откуда 9 ноября 1905 года через Харбин отправился в Санкт-Петербург. В Китае его застала начавшаяся всеобщая забастовка. Здесь Тагеев сотрудничал с демократической местной прессой. Литературно-публицистическая деятельность Рустам-Бека не нравилась властям, в середине 1906 года по доносу его арестовали, но он бежал и с этого момента находился на нелегальном положении, скрываясь у своих друзей. С фальшивым паспортом на имя техника Малицкого, переданным ему Н. Е. Гариным-Михайловским, Тагеев направился во Владивосток, решив уехать в Японию. Борис Леонидович рассчитывал на помощь Судзиловского, который издавал в Нагасаки газету эсеровского направления «Воля». В Японии Тагеев влюбился в жену капитана 1-го ранга Е. М. Погорельского — Марию Николаевну Белую, которая ушла к Борису Леонидовичу.
Вскоре вместе с женой Тагеев переехал в Гонконг, где при помощи знакомого ему по Маньчжурии журналиста-англичанина устроился корреспондентом англоязычной газеты. Поправив материальное положение, они с женой переехали в Ниццу. В 1909 году Рустам-Бек с семьёй переехал в город Тонон, где прожил до 1912 года. В его творчестве наступил кризис, сопровождавшийся разрывом с женой — Мария Николаевна возвратилась в Россию. А Тагеев стал предпринимателем, зарабатывая себе на жизнь продажей электрических медицинских приборов. Разъезжал по Европе и в Берлине его застала Первая мировая война. Он уехал в Лондон, познакомился здесь с главным редактором газеты «Daily Express», написав для них статью о стратегии России в начавшейся войне. Борису Леонидовичу предложили штатную должность военного обозревателя. Тагеев по совету лорда Китченера вступил добровольцем в батальон журналистов Британского волонтёрского корпуса, где был избран вице-председателем с присвоением чина подполковника. В составе батальона числися Артур Конан Дойл, также записавшийся добровольцем в армию, и, соответственно, служивший под началом Бориса Тагеева. Издавал книги на английском языке, а после войны переехал в США. В Америке работал в газетном синдикате Э. Маршалла, друга автомобильного короля Генри Форда. Миллионер пригласил Бориса Леонидовича в своё имение под Детройтом, возил его по автозаводам.
В это же время в США начала работать советская миссия Л. К. Мартенса. В июне 1919 года Тагеев познакомился с Мартенсом и получил от него предложение сотрудничать. Стал корреспондентом еженедельника «Советская Россия» при миссии, а потом и его редактором. Скоро он числился уже военным экспертом, а затем включился в переговоры с американскими фирмами о подписании экономических и торговых договоров с Советской Россией. В конце 1920 года правительство США отказалось признать Советскую Россию и прикрыло миссию Мартенса. Её руководители вынуждены были покинуть США, Борис Леонидович вернулся в Россию. 17 февраля 1921 года он прибыл в Петроград. Работал в журнале «Огонёк», в «Рабочей газете», в «Гудке». С 1926 по 1934 годы он написал девять книг, изданных крупными тиражами и принёсших автору хорошие средства. Также Тагеев работал консультантом киностудии «Союздетфильм».
Был арестован 19 октября 1937 года, обвинён как японский, английский, американский, французский и итальянский шпион. Расстрелян 4 января 1938 года. Реабилитирован 26 марта 1976 года постановлением Пленума Верховного суда СССР.